# Kios (Zypern)
Kios (griechisch Κιός, türkisch Tabanlı), auch Istinjon (griechisch Ιστιντζιόν), ist eine verlassene Gemeinde im Bezirk Paphos in der Republik Zypern. Bei der Volkszählung im Jahr 2021 hatte sie keine Einwohner.

## Name
Der Ursprung des Namens ist unklar, jedoch behauptet Jack C. Goodwin, dass der Name von eis ton kion („für Kiosʼ Haus“) abgeleitet sein könnte. 1958 nahmen Zyperntürken den alternativen Namen Tabanlı an, der wörtlich so viel wie „mit Sockel“ oder „mit Boden“ bedeutet. Die Gründe der Wahl dieses Namens sind unbekannt.

## Lage und Umgebung

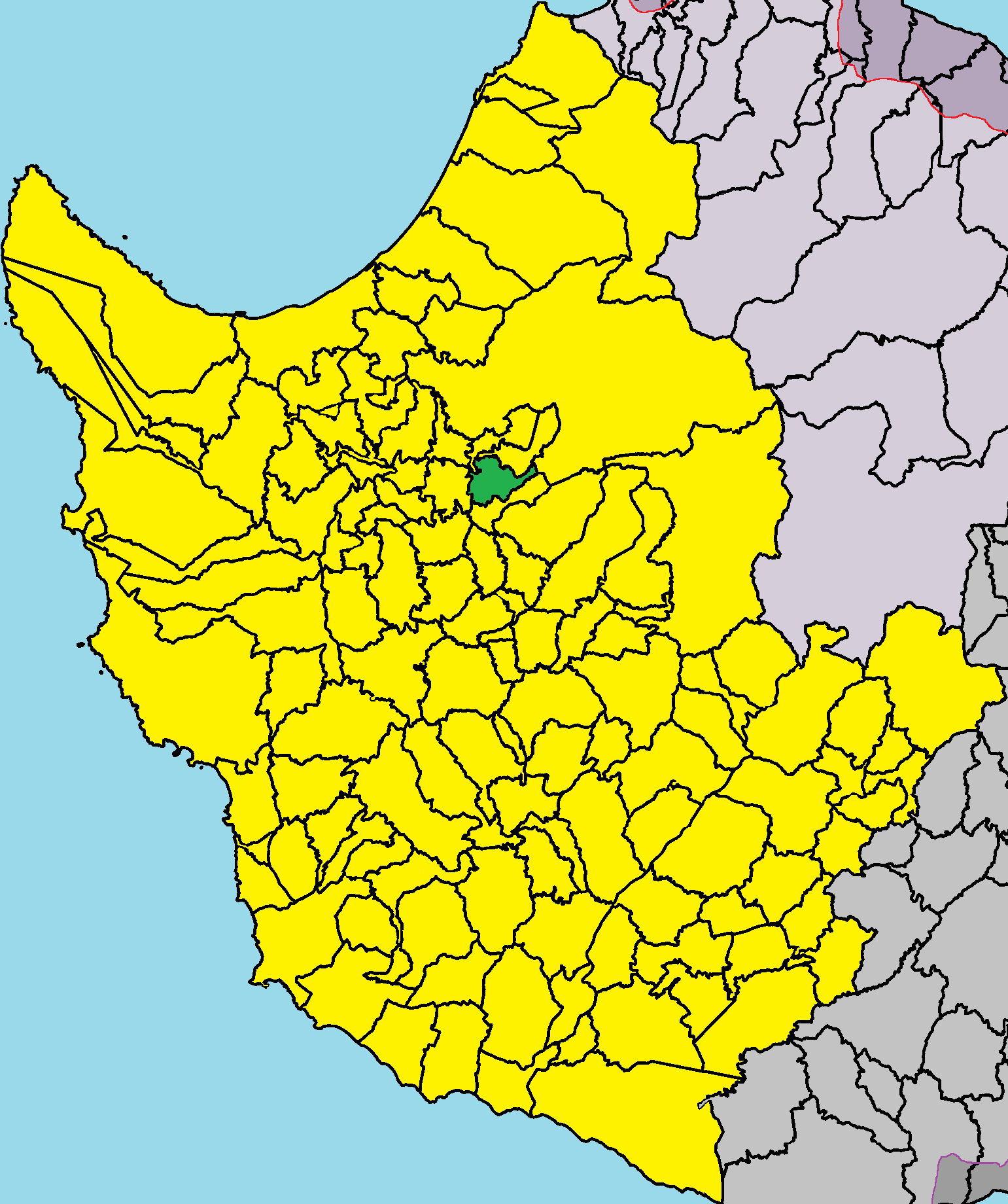
Lage im Bezirk Paphos

Kios liegt am westlichen Fuß des Troodos-Gebirges der Mittelmeerinsel Zypern auf einer Höhe von etwa 425 Metern, etwa 40 Kilometer nordöstlich von Paphos und etwa 180 Kilometer südwestlich von Nikosia. Das 4,56511 Quadratkilometer große Dorf grenzt im Norden an Zacharia, im Osten an Lysos, im Süden an Sarama, im Westen an Filousa Chrysochous und im Nordwesten an Melandra.

## Bevölkerungsentwicklung
In den Notjahren der 1950er Jahre und der interkommunalen Auseinandersetzungen von 1963–64 wurde niemand aus diesem Dorf vertrieben. Kios war allerdings eine türkisch-zyprische Enklave und diente als Aufnahmezentrum für einige vertriebene Zyperntürken.
Als Reaktion auf die Türkische Invasion Zyperns vom 20. Juli 1974 wurde das Dorf am 25. Juli von griechisch-zyprische Streitkräften belagert, aber nicht angegriffen. Nachdem die Zyperntürken ihre Waffen abgegeben hatten, wurde die Belagerung aufgehoben. Die meisten Einwohner flohen heimlich über die Berge in den nördlichen Teil Zyperns. Am 5. September 1975 wurden die restlichen Zyperntürken unter der UNFICYP-Eskorte nach Nordzypern evakuiert.
Bei der Volkszählung des Jahres 1976 wurden noch 16 Zyperngriechen gezählt. Seit der Volkszählung aus dem Jahr 1982 ist das Dorf verlassen.
Die folgende Tabelle zeigt die Bevölkerung des Dorfes, wie sie in den in Zypern durchgeführten Volkszählungen erfasst wurde.
| Jahr      | 1881 | 1891 | 1901 | 1911 | 1921 | 1931 | 1946 | 1960 | 1976 | 1982 | 1992 | 2001 | 2011 | 2021 |
| Einwohner | 163  | 166  | 205  | 222  | 268  | 216  | 220  | 155  | 16   | 0    | 0    | 0    | 0    | 0    |